# Esquirol de Finlayson
L'esquirol de Finlayson (Callosciurus finlaysonii) és una espècie de rosegador de la família dels esciúrids. Viu a Cambodja, Laos, Myanmar, Tailàndia i el Vietnam, així com Singapur, on ha sigut introduït. Es tracta d'un animal arborícola. Els seus hàbitats naturals són els boscos oberts, les plantacions de cocoters i els boscos densos. És una espècie en risc mínim, és a dir, no sembla que hi hagi cap amenaça significativa per a la seva supervivència.
L'espècie fou anomenada en honor del zoòleg escocès George Finlayson.